# عبدالحسین زرین‌کوب
عبدالحسین زرّین‌کوب (۲۷ اسفند ۱۳۰۱ – ۲۴ شهریور ۱۳۷۸) ادیب، تاریخ‌نگار، منتقد ادبی و نویسنده ایرانی بود. آثار معروفی در تاریخ ایران، تاریخ ادبیات پارسی و نیز تاریخ اسلام از زرین‌کوب منتشر شده است که به دلیل بیان ادبی و حماسی، از آثار پرفروش در میان ایرانیان هستند.
زرین‌کوب بیش از چهار دهه در دانشگاه تهران، ادبیات پارسی، تاریخ اسلام و تاریخ ایران را تدریس کرد و پس از انقلاب با مرکز دائرةالمعارف بزرگ اسلامی همکاری کرد، از جمله این که ۶٫۵۰۰ کتاب و مجله را به دائرةالمعارف بزرگ اسلامی اهدا کرد. او چند کتاب دربارهٔ تاریخ ایران مانند کارنامهٔ اسلام و دو قرن سکوت(که روایتی از سقوط شاهنشاهی ساسانی و اوایل حکومت اعراب بر ایران است)، تألیف کرد.

## زندگی

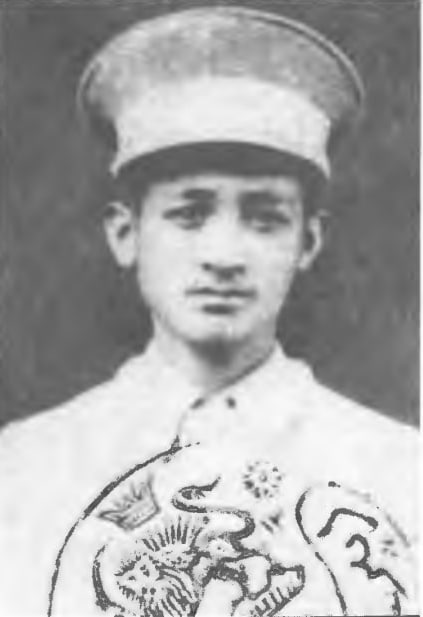
زرین‌کوب در مدرسه اعتضادیه، سال ۱۳۱۴

عبدالحسین زرّین‌کوب در ۲۷ یا ۲۹ اسفند ۱۳۰۱ در بروجرد زاده شد. خودش گفت: «من هر سال، یکی-دو روزی از نوروز پیرترم، چرا که درست یکی-دو روز قبل از سال ۱۳۰۲ بود که من در بروجرد چشم به دنیا گشودم.» خانوادهٔ او اصالتاً خوانساری بودند. جد وی ملا علی‌اکبر خوانساری اصفهانی است که در حوزهٔ اصفهان درس خوانده و از شاگردان محمدباقر شفتی بود. او تحصیلات ابتدایی را در زادگاه خویش به پایان رساند. تحصیل در دورهٔ متوسطه را تا پایان سال پنجم در بروجرد ادامه داد و به دنبال تعطیلی کلاس ششم در تنها دبیرستان شهرش، برای ادامهٔ تحصیل به تهران رفت و رشتهٔ ادبی را برگزید و در سال ۱۳۱۹ تحصیلات دبیرستانی را به پایان رساند. سال بعد به بروجرد بازگشت و به تدریس در دبیرستان‌های خرم‌آباد و بروجرد پرداخت. در این دوران، درس‌های مختلف از تاریخ و جغرافیا و ادبیات فارسی تا عربی و فلسفه و زبان خارجی را تدریس می‌کرد. در همین دوره، نخستین کتاب او به نام فلسفه، شعر یا تاریخ تطور شعر و شاعری در ایران در بروجرد منتشر شد.
در سال ۱۳۲۴، پس از آنکه در امتحان ورودیِ «دانشکدهٔ علوم معقول و منقول» و «دانشکدهٔ ادبیات» حائز رتبهٔ اول شده بود، وارد رشتهٔ ادبیات پارسی دانشگاه تهران شد. در سال ۱۳۲۷، دورهٔ لیسانس ادبیات پارسی را با رتبهٔ اول به پایان رساند و سال بعد وارد دورهٔ دکتری رشتهٔ ادبیات دانشگاه تهران شد. در سال ۱۳۳۴ از رسالهٔ دکتریِ خود با عنوان نقدالشعر، تاریخ و اصول آن، که زیر نظر بدیع‌الزمان فروزانفر تألیف شده‌بود، با موفقیت دفاع کرد. زرین‌کوب در سال ۱۳۳۰ در کنار عده‌ای از فضلای عصر، همچون محمد معین، پرویز ناتل خانلری، غلامحسین صدیقی و عباس زریاب خویی برای مشارکت در طرح ترجمهٔ مقالات دائرةالمعارف اسلام (طبع هلند) دعوت شد.
از سال ۱۳۳۵ با رتبهٔ دانشیاری کار خود را در دانشگاه تهران آغاز کرد و عهده‌دار تدریس تاریخ اسلام، تاریخ ادیان، تاریخ کلام و تاریخ تصوف در دانشکده‌های ادبیات و الهیات شد. زرین‌کوب نیز در «دانشسرای عالی تهران» و «دانشکدهٔ هنرهای دراماتیک» به تدریس پرداخت. او از سال ۱۳۴۱ به بعد، در فواصل تدریس در دانشگاه تهران، در دانشگاه‌های آکسفورد، سوربن، هند و پاکستان، و در سال‌های ۱۳۴۷ تا سال ۱۳۴۹ در آمریکا به عنوان استاد میهمان در دانشگاه‌های کالیفرنیا و پرینستون به تدریس پرداخت.
زرین‌کوب در سال‌های ورودش به دانشکده، با قمر آریان آشنا شد. قمر آریان، در گفتگویی که در سال ۱۳۸۳ در روزنامهٔ جام جم چاپ شد، تعریف کرد که آشنایی آن دو در فضای دانشکده نزدیک به ۹ سال ادامه یافته، تا آنکه زرین‌کوب سی‌ساله شده و از آریان خواستگاری کرده است. به گفتهٔ خودش، زمانی که ماجرا را با پدرش مطرح کرد، شنید که پدرش به خوبی با زرین‌کوب آشناست و مقالاتی از او خوانده، اما فکر می‌کرده که نویسندهٔ آن مقالات باید مردی ۵۰ ساله باشد. آریان و زرین‌کوب در سال ۱۳۳۲ با هم ازدواج کردند و تحصیلات خود را در مقطع دکتری ادامه دادند (زرین‌کوب نفر اول و آریان نفر دوم در کنکور دکتری بود) و پس از فارغ‌التحصیلی، سال‌های سفرشان آغاز شد. قمر آریان سال‌های بسیاری را همراه با همسرش در هند، چندین کشور اروپایی و عربی و لبنان گذراند. ازدواج آریان و زرین‌کوب فرزندی به دنبال نداشت.
زرین‌کوب در ۲۴ شهریور ۱۳۷۸ در ۷۶ سالگی در تهران درگذشت.

## تاریخ اسلام
عبدالحسین زرین‌کوب در چهار کتاب به بررسی تاریخ اسلام پرداخته که عبارتند از: بامداد اسلام، کارنامهٔ اسلام، دو قرن سکوت و تاریخ ایران بعد از اسلام.
زرین‌کوب کتاب دو قرن سکوت را در مورد حوادث و اوضاع تاریخیِ ایران در دو سدهٔ نخست اسلام (از حملهٔ عرب تا ظهور دولت طاهریان) نگاشته و در سال ۱۳۳۶ در چاپ دوم کتاب بسیاری از مطالب کتاب که به گفتهٔ خودش، ناشی از خامی و تعصب او بوده، را حذف کرده است. این کتاب نخست به صورت پاورقی در نشریه مهرگان و سپس در دی ۱۳۳۰ برای نخستین بار به صورت کتاب توسط انتشارات جامعهٔ لیسانسیه‌های دانشسرای عالی منتشر شد. تا سال ۱۴۰۳ چاپ چهلم این کتاب در انتشارات سخن در دسترس است. در فصل اول کتاب تاریخ ایران بعد از اسلام، زرین کوب «لحن نامساعد…» خودش را در کتاب «دو قرن سکوت» در مورد اعراب نقد کرده است. در مصاحبه‌ای که عطا آیتی دو سال قبل از درگذشت زرین‌کوب با او داشت، زرین‌کوب در پاسخ به سؤال "کدام‌یک از آثار خودتان را بیش‌تر دوست دارید؟" کتاب دو قرن سکوت را نام برد.

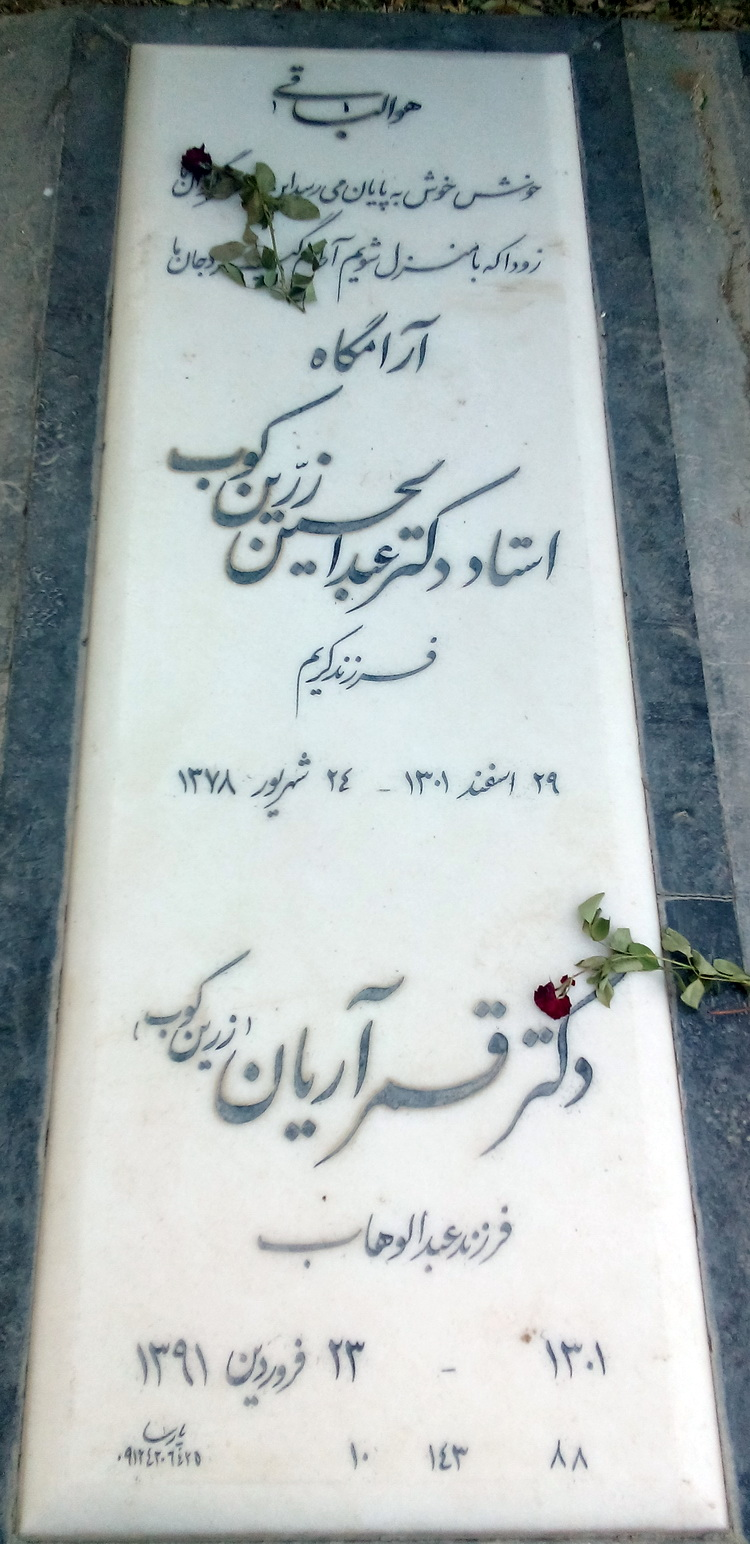
مقبره زرین کوب در قطعه هنرمندان بهشت زهرا

او هم‌چنین کتابی دیگر با عنوان تاریخ ایران بعد از اسلام در سال ۱۳۴۳ و دو کتاب دیگر در سال ۱۳۴۸ به نام‌های بامداد اسلام و کارنامه اسلام نگاشته است. وی در بامداد اسلام، به بررسی تاریخ اسلام از آغاز تا پایان دولت اموی پرداخته. در کتاب تاریخ ایران بعد از اسلام، یک فصل کامل را به شرح مآخذ و منابع تاریخ اسلام و نقد آن‌ها اختصاص داده است. جلد دوم و فصل آخر جلد اول کتاب تاریخ ایران بعد از اسلام به دستور ساواک توقیف می‌شوند و فقط همان جلد اول به صورت ناقص انتشار می‌یابند. فصل آخر جلد اول این کتاب (که پس از انقلاب در کتاب دفتر ایام منتشر شد و خود نیز دفتر ایام نام دارد)، با لحنی تند علیه سلطنت شروع می‌شود و زرین‌کوب در آن پادشاهان جهان را محکوم می‌کند که دنیا را همواره به خاک و خون کشیدند؛ و نیز زرین‌کوب اشاراتی به حکومت اسلامی در این متن دارد. به گفتهٔ زرین کوب، جلد دوم آن کتاب توسط ساواک نابود شد و هرگز انتشار نیافت. سال‌ها بعد زرین کوب پس از انقلاب، کتاب دوجلدی تاریخ مردم ایران را تألیف کرد و مطالب جلد دوم تاریخ ایران بعد از اسلام را در جلد دوم تاریخ مردم ایران آورد.
کارنامه اسلام هم به بررسی فرهنگ و تمدن اسلامی اختصاص دارد. زرین‌کوب در آغاز کارنامه اسلام می‌نویسد:
کارنامه اسلام یک فصل درخشان تاریخ انسانی است. نه فقط از جهت توفیقی که مسلمین در ایجاد یک فرهنگ تازه جهانی یافتند بلکه به سبب فتوحاتی که آن‌ها را موفق کرد برای ایجاد یک دنیای تازه ورای شرق و غرب. قلمرو اسلامی که در واقع نه شرق بود و نه غرب— عبدالحسین زرین‌کوب، کارنامه اسلام
عبدالحسین زرین‌کوب در کارنامه اسلام مدعی می‌شود که در جریان حمله اعراب به ایران، همه جا در قلمرو ایران و بیزانس مَقدمِ مهاجمان را عامه مردم با علاقه استقبال کردند وی در دو قرن سکوت نوشت که: شک نیست که در هجوم تازیان، بسیاری از کتاب‌ها و کتابخانه‌های ایران دستخوش آسیب فنا گشته است اما در کارنامه اسلام آن را نفی و به یک افسانه تشبیه می‌کند و می‌گوید: روایتی هم که گفته‌اند کتابخانه مدائن را اعراب نابود کردند ظاهراً هیچ اساس ندارد و مآخذ آن تازه است. شجاع‌الدین شفا با بیان تغییر موضع زرین‌کوب در کتاب کارنامه اسلام نسبت به کتاب دو قرن سکوت، وی را به «دوگانگی»، «غرض ورزی» و «عدم واقع بینی» متهم می‌کند. در مقابل فرهاد بهبهانی و سید مصطفی حسینی طباطبایی این نقد شفا نسبت به نگارش کارنامه اسلام توسط زرین‌کوب را منصفانه نمی‌دانند
از جمله افرادی که بر آثار زرین‌کوب در باب تاریخ اسلام نقد وارد کردند، علاوه بر شجاع‌الدین شفا می‌توان به مرتضی مطهری و فریدون آدمیت اشاره کرد. مطهری در کتاب خدمات متقابل اسلام و ایران مقاله‌ای در نقد دو قرن سکوت نوشته است که امروزه در مقدمه دو قرن سکوت منتشر می‌شود. فریدون آدمیت نیز راجع به تاریخ ایران بعد از اسلام می‌نویسد:
نویسندگان اخیر خودمان هیچ معنی تازه‌ای را کشف نکرده‌اند و هرچه آوردند، رونویسی گفته‌های فرنگیان است و آخرین آن نوع کتاب‌ها (تاریخ ایران بعد از اسلام، عبدالحسین زرین‌کوب، ۱۳۴۳) مطلب بامعنی تازه‌ای ندارد، از تعقل تاریخی یک‌سره خالی است و از نظر فن تاریخ‌نگاری جدید، دست کم سیصدسال عقب افتاده است— فریدون آدمیت، اندیشه‌های فتح‌علی آخوندزاده
از وی کتابی با عنوان ارزش میراث صوفیه نیز منتشر گردیده است.

## برای مطالعهٔ بیشتر
- «شب دکتر عبدالحسین زرین کوب برگزار شد». بخارا. ۱۴ بهمن ۱۳۹۱.